# 49
49 је била проста година.

## Догађаји
- Сенека Млађи постаје Неронов учитељ.
- Оснивање римског насеља Глеве (Западна Енглеска).
- Венети добијају права римских грађана
- Протеривање Јевреја из Рима.
- У Јерусалиму се одржава Апостолски сабор
- Апостол Павле пише Посланицу Галатима.

### Јануар
- 1. јануар - Агрипина постаје жена цара Клаудија.